# Francesco Carollo
Francesco Carollo, né le 17 août 2000 à Côme, est un coureur cycliste italien. Il est membre du Swatt Club.

## Biographie
Francesco Carollo est originaire de Côme, une localisé située en Lombardie,. Il réside habituellement à Faggeto Lario. Dans les rangs juniors, il s'impose à deux reprises sur route en 2018. Il rejoint ensuite la formation MG.K Vis VPM en 2021. Doté d'une bonne pointe de vitesse, il se classe notamment cinquième d'une étape du Tour d'Italie espoirs, ou encore sixième d'une étape du Tour de Sicile en 2021, face aux professionnels. Il décroche par ailleurs quatre tops dix sur des étapes du Tour de Bulgarie en 2022. 
En 2025, il redescend d'un échelon en intégrant le Swatt Club, qui n'est pas une équipe continentale. Cette structure est néanmoins doté d'un calendrier consistant, qui comprend plusieurs courses d'envergure internationale. Il termine ainsi troisième d'une étape du Tour de Rhodes, septième du Gran Premio New York City ou encore huitième d'une étape du Tour de Haute-Autriche. Fin juillet, il obtient sa première victoire sur le circuit de l'UCI en remportant une étape du Tour de l'Ijen. 

## Palmarès
- 2022
  - 3e de la Coppa San Sabino
- 2025
  - 2e étape du Tour de l'Ijen